# Chituru Ali
Chituru Ali (Como, 6 de abril de 1999) es un deportista italiano que compite en atletismo, especialista en las carreras de velocidad. Ganó una medalla de plata en el Campeonato Europeo de Atletismo de 2024, en la prueba de 100 m.

## Palmarés internacional
| Campeonato Europeo | Campeonato Europeo | Campeonato Europeo | Campeonato Europeo |
| Año                | Lugar              | Medalla            | Prueba             |
| ------------------ | ------------------ | ------------------ | ------------------ |
| 2024               | Roma (Italia)      | Medalla de plata   | 100 m              |